# 패인즈 랜딩 조약
페인즈 랜딩 조약(Treaty of Payne's Landing)은 1832년 3월에 세미놀 인디언과 미국 사이에 맺어진 조약이다. 여러 명의 세미놀 인디언 수장들과 미국은 현재의 플로리다 주에서 조약을 체결했다.

## 배경
1823년 몰트리 크릭 조약에 의해, 세미놀 인디언들은 플로리다반도 중앙에 있는 보호구역을 받고, 보상금, 보급품, 정부가 20년 동안 제공할 용역의 대가로 플로리다 준주에 있는 모든 토지 권리를 포기해야 했다. 1828년 앤드류 잭슨이 미국 대통령으로 선출되자, 미국에 있는 모든 인디언들을 미시시피강 서부로 이주시켜야 한다는 움직임이 커졌다. 1830년 미국 의회는 《인디언 이주법》을 통과시켰다.

## 서명자
| - 제임스 가즈든 - Holati Emartla, x 표시 서명 - Jumper, x 표시 - Fuch-ta-lus-ta-Hadjo, x 표시 - Charley Emartla, x 표시 - Coa Hadjo, x 표시 - Ar-pi-uck-i, or Sam Jones, x 표시 - Ya-ha Hadjo, x 표시 - Mico-Noha, x 표시 - Tokose-Emartla, or Jno. Hicks. x 표시 - Cat-sha-Tusta-nuck-i, x 표시 - Hola-at-a-Mico, x 표시 (aka 빌리 보우렉스) - Hitch-it-i-Mico, x 표시 - E-ne-hah, x 표시 - Ya- ha- emartla Chup- ko, 서명 - Moke-his-she-lar-ni, x 표시 | 증인들: - Douglas Vass, Secretary to Commissioner, - John Phagan, 대리인 - Stephen Richards, 통역자 - Abraham, Interpreter, x 표시 - Cudjo, Interpreter, x 표시 - Erastus Rogers, - B. Joscan. |

## 같이 보기
- 인디언 이주